# کیرف
کیرف (به آلمانی: Kirf) یک شهر در آلمان است که در تریر-زاربورگ واقع شده‌است. کیرف ۷۴۳ نفر جمعیت دارد.